# Jacinki
Jacinki (deutsch Jatzingen) ist ein Dorf in der polnischen Woiwodschaft Westpommern. Es gehört zur Stadt- und Landgemeinde Polanów (Pollnow) im Powiat Koszaliński (Kreis Koszalin/Köslin).

## Geographische Lage
Jacinki liegt verkehrsgünstig an der Woiwodschaftsstraße 206, die Koszalin, Polanów und Miastko (Rummelsburg (Pommern)) miteinander verbindet. Im Ort trifft die Nahverkehrsstraße von Bóbrowiczki (Neu Bewersdorf) und Lejkowo (Leikow) auf die Woiwodschaftsstraße. Am Nordeingang des Dorfes lag bis 1945 der Bahnhof, in dem die Kleinbahnlinien Köslin–Pollnow der Köslin–Belgarder Bahnen bzw. Schlawe–Pollnow der Schlawer Bahnen zusammenliefen.
Nachbargemeinden von Jacinki sind: Garbno (Gerbin) und Nacław (Natzlaff) im Westen, Świerczyna im Norden und Polanów im Osten und Süden.

## Ortsname
Der Name des Dorfes ist vermutlich von dem slawischen Vornamen Jaczo abgeleitet.

## Geschichte
Jatzingen, in das bis 1945 die Ortschaften Karlotto und Jägerhaus (heute nicht mehr existent) sowie der alte Rittersitz Datzow (heute polnisch: Dadzewo) integriert waren, gehörte zum Land Pollnow, als dieses im Jahre 1472 von Herzog Erich II. von Pommern an den Erblandvogt Peter Glasenapp zu Koprieben (bei Bärwalde, Kreis Neustettin, heute polnisch: Koprzywno) verliehen wurde.
Jatzingen war ein Bauerndorf, das bis zum 18. Jahrhundert 13 Bauern und 1 Kossäten hatte. 1784 werden 2 Kossäten, 1 Schmied, 1 Schulmeister und 1 Holzwärter genannt. Die Einwohnerzahl lag 1818 bei 185 und steigerte sich bis 1939 auf 548.
Nach dem Tode des Land- und Hofgerichtsrates Franz Christian von Glasenapp 1771 geriet sein ganzer Besitz in Konkurs. Das Lehen wurde 1773 dem Obersten Friedrich Ernst von Wrangel zuerkannt. 1804 noch ist Jatzingen im Besitz des Sohnes August Friedrich Ludwig Freiherr von Wrangel. Durch die Stein-Hardenbergschen Reformen wurde Jatzingen ein selbständiges Bauerndorf.
Bis 1945 gehörte die Gemeinde Jatzingen zum Amt Wendisch Buckow (1938–1945: Buckow (Pom.), polnisch: Bukowo), zum Standesamt Pollnow-Land, und zum Amtsgerichtsbezirk Pollnow im Landkreis Schlawe i. Pom. im Regierungsbezirk Köslin der preußischen Provinz Pommern.
In der Nacht zum 27. Februar 1945 beschoss sowjetische Artillerie von Pollnow aus das Dorf. Die Bewohner flohen in Richtung Schlawe, doch wurde der Treck am 8. März von sowjetischen Truppen überrollt, und die Einwohner kehrten in das stark verwüstete Dorf zurück. Eine große Gruppe von ihnen wurde zur Begleitung der Viehtransporte nach Russland verschleppt, andere Menschen starben aufgrund von Drangsalierungen und Überfällen sowie an Krankheit und Unterernährung. Mitte Juni 1946 wurden die letzten Jatzinger vertrieben, nachdem ihre Gehöfte von polnischen Familien übernommen worden waren. Jatzingen wurde als Jacinki ein Teil der Gemeinde Polanów im Powiat Koszaliński der Woiwodschaft Westpommern (bis 1998 Koszalin).

## Kirche
Jatzingen war bis 1945 von einer überwiegend der evangelischen Konfession zugehörenden Bevölkerung bewohnt. Das Dorf gehörte zum Kirchspiel Pollnow im Kirchenkreis Schlawe der Evangelischen Kirche der Altpreußischen Union.
Heute sind die Einwohner von Jacinki fast ausnahmslos römisch-katholischer Konfession. Jacinki gehört zur Parochie (Parafia) Polanów im Dekanat Polanów im Bistum Köslin-Kolberg der Katholischen Kirche in Polen. Die evangelischen Einwohner werden vom Pfarramt Koszalin in der Diözese Pommern-Großpolen der Evangelisch-Augsburgischen Kirche in Polen betreut.

## Schule
Bereits 1784 wird in Jatzingen ein Schulmeister genannt. Die später erbaute Volksschule lag im Süden des Dorfes. Letzte deutsche Lehrer vor 1945 waren Emil Reblinski und Heinz Urba.